# Всемирное реформатское братство
Всемирное реформатское братство (англ. World Reformed Fellowship WRF) — это экуменическое христианское сообщество.
Главная цель братства — развитие партнёрских отношений между конфессиональными реформатскими церквями по всему миру.

## История
Предшественник братства — «Всемирное братство реформатских церквей» (англ. World Fellowship of Reformed Churches) было образовано в 1994 году Пресвитерианской церковью в Америке, Национальной пресвитерианской церковью в Мексике и Пресвитерианской церковью Бразилии, а также церквями-членами преимущественно из стран Латинской Америки, Индии, Восточной Африки и США.  «Международное реформатское братство» (англ. International Reformed Fellowship, IRF) было основано также в 1994 году с участием кальвинистских церквей Индонезии, Тайваня, Японии и Азии.
«Всемирное братство реформатских церквей» и «Международное реформатское братство» объединились 24 октября 2000 года и образовали «Всемирное реформатское братство». В настоящее время братство является международной организацией, представленной в семидесяти девяти странах.

## Деятельность
Братство управляет комиссиями, которые способствуют диалогу для лучшего партнерства между деноминациями и организациями-членами, производят и предоставляют ресурсы для церквей и служат платформой взаимодействия братство с другими организациями несмотря на культурные и внутриреформатские богословские различия. Комиссии братства иногда содействуют проведению более крупных форумов, таких как партнерство с Лозаннским движением для проведения консультации по богословскому образованию в 2014 году в Сан-Паулу и теологической консультации по христианскому служению среди мусульман в 2011 году в Стамбуле. Братство является аффилированным членом Всемирного евангелического альянса и с компанией New Growth Press.  

## Структура
Братство проводит глобальную генеральную ассамблею раз в четыре года. Управление братством осуществляется путем голосования ее членов на общих собраниях. Членство в братстве разделено на региональные советы.

## Рукоположение женщин
Братство более консервативно, чем Всемирное сообщество реформатских церквей, хотя несколько церквей-членов братства также являются членами либо сообщества. Братство прежде всего отличается от этих других групп тем, что включает не только конфессии, но и отдельные общины, пасторов и богословов, а также нецерковные организации (например, духовные семинарии). В отличие от сообщества, которое официально поддерживает рукоположение женщин и от Международной конференции реформатских церквей, которая запрещает членам рукополагать женщин в пастыри, братство признает разнообразие позиций среди членов относительно рукоположения женщин. Большинство (75 из 82 по состоянию на 15 сентября 2023 г.) конфессий-членов братства запрещают женщинам рукополагаться в пасторы, старейшины или дьяконы.

## Доктрина
Братство имеет реформатскую конфессиональную основу членства. Участники должны исповедовать следующие уложения:
- Утверждение, что «Писания Ветхого и Нового Завета безошибочны во всем, чему они учат».
- По крайней мере, одно из следующих исторических реформатских исповеданий - Галликское исповедание, Бельгийское исповедание, Гейдельбергский катехизис, Тридцать девять статей, Второе Гельветическое исповедание, Дортские каноны, Вестминстерское исповедание веры, Лондонское исповедание 1689 года, Савойская декларация.

## Церкви-члены
В состав братства входят следующие организации:

### Африка
- Африканская евангелическая пресвитерианская церковь
- Христианская реформатская церковь в Южной Африке
- Реформатская евангелическая англиканская церковь Южной Африки
- Протестантская реформатская церковь Бурунди
- Евангелическая пресвитерианская церковь Кот-д'Ивуара
- Евангелическая пресвитерианская церковь Малави
- Евангелическая реформатская церковь Демократической Республики Конго
- Служение Божьего исцеления (Лагос, Нигерия)
- Служение Великой Благодати, Кампала, Уганда
- Пресвитерианская церковь Анголы
- Mission Voile Déchiré, Абиджан, Кот-д'Ивуар
- Пресвитерианская церковь горы Сион в Сьерра-Леоне
- Пресвитерианская церковь Восточной Демократической Республики Конго
- Пресвитерианская церковь в Уганде
- Пресвитерианская церковь Сенегала
- Пресвитерианская церковь Сьерра-Леоне
- Протестантская церковь Амбохималаза-Фирайсиана, Мадагаскар.
- Реформатские церкви в Южной Африке
- Реформатская пресвитерианская церковь в Африке (Уганда)
- Реформатская пресвитерианская церковь в Африке (Руанда)
- Реформатская пресвитерианская церковь Уганды
- Пресвитерианская церковь Либерии
- Суданские реформатские пресвитерианские церкви

### Азия
- Пресвитерианская церковь Аашиш (зона Коши, Восточный Непал )
- Библейская реформатская церковь Мьянмы
- Пресвитерианская церковь Бангладеш
- Христианская реформатская церковь в Непале
- Христианская реформатская церковь Шри-Ланки
- Евангелическая пресвитерианская церковь Мьянмы
- Генеральная ассамблея пресвитерианской церкви Филиппин
- Пресвитерианская церковь Грейс Бангладеш
- Реформатская пресвитерианская церковь Индии
- Церковь Иса-э (Бангладеш)
- Пресвитерия национального столичного региона пресвитерианской церкви Филиппин
- Церковь мира Бангладеш
- Пресвитерианская церковь в Индии
- Пресвитерианская церковь Бангладеш
- Пресвитерианская церковь Южной Индии
- Пресвитерианская свободная церковь Центральной Индии
- Пресвитерианская реформатская церковь в Индии
- Пресвитерианская церковь в Корее (Хапдонг)
- Реформатские церкви Южной Индии
- Реформатские общинные церкви в Мьянме
- Реформатская евангелическая церковь Индонезии
- Реформатская евангелическая церковь Мьянмы
- Реформатская пресвитерианская церковь в Мьянме
- Реформатская пресвитерианская церковь Индии
- Церковь Смирнского Дома Молитвы в Бангладеш
- Объединенная пресвитерианская церковь Пакистана
- Объединенная реформатская церковь в Мьянме
- Христианская реформатская ассоциация Малайзии (Малайзия)
- Реформаторское братство Ахмадабада (Гуджарат, Западная Индия)
- Объединенная церковь Индии (Индия)

### Европа
- Ассоциированная пресвитерианская церковь в Шотландии
- Евангелические реформатские баптистские церкви в Италии
- Свободная церковь Шотландии
- Литовская евангелическая реформатская церковь
- Протестантская реформатская христианская церковь в Хорватии
- Протестантская реформатская христианская церковь в Сербии

### Северная Америка
- Ассоциированная реформатская пресвитерианская церковь (США)
- Христианская реформатская церковь Северной Америки
- ЭКО: Заветный Орден евангелических пресвитерианцев
- Реформированная школа Квебека
- Евангелическая пресвитерианская церковь (США)
- Евангелическая реформатская церковь в Америке
- Международная Миротворческая Церковь Христа (Роли, Северная Каролина)
- Национальная пресвитерианская церковь Мексики
- Пресвитерианская церковь в Америке
- Реформатские баптистские церкви в Северной Америке
- Реформатские библейские церкви Тринидада и Тобаго
- Реформатская христианская церковь Орландо
- Объединенная христианская церковь и Библейский институт, США
- Объединенная епископальная церковь Северной Америки

### Океания
- Пресвитерианская церковь Грейс Новой Зеландии
- Пресвитерианская церковь Австралии
- Вестминстерская пресвитерианская церковь (Булл-Крик, Австралия)

### Южная Америка
- Евангелическая пресвитерианская и реформатская церковь в Перу
- Пресвитерианская церковь в Боливии
- Пресвитерианская церковь Бразилии
- Реформатская евангелическая пресвитерианская церковь Колумбии
- Объединенная церковь Христа в Колумбии[20]

## Внешние ссылки
- Официальный сайт